# Leichtathletik-Halleneuropameisterschaften 2017/Teilnehmer (Irland)
| Gelbes Symbol für Goldmedaillen mit stilisierten Olympischen Ringen | Graues Symbol für Silbermedaillen mit stilisierten Olympischen Ringen | Braundes Symbol für Bronzemedaillen mit stilisierten Olympischen Ringen |
| ------------------------------------------------------------------- | --------------------------------------------------------------------- | ----------------------------------------------------------------------- |
| —                                                                   | —                                                                     | —                                                                       |

Aus Irland starteten fünf Athletinnen und fünf Athleten bei den Leichtathletik-Halleneuropameisterschaften 2017 in Belgrad.
Der irische Leichtathletikverband Athletics Ireland hatte elf Sportlerinnen und Sportler nominiert, darunter vier aus Nordirland. Die nordirische Sprinterin Amy Foster zog jedoch zurück.

## Ergebnisse

### Frauen

#### Laufdisziplinen
| Athletin         | Disziplin | Vorlauf     | Vorlauf | Halbfinale         | Halbfinale         | Finale             | Finale             |
| Athletin         | Disziplin | Zeit        | Platz   | Zeit               | Platz              | Zeit               | Platz              |
| ---------------- | --------- | ----------- | ------- | ------------------ | ------------------ | ------------------ | ------------------ |
| Phil Healy       | 60 m      | 7,39 s      | 14      | 7,40 s             | 13                 | nicht qualifiziert | nicht qualifiziert |
| Ciara Neville    | 60 m      | 7,46 s      | 21      | 7,49 s             | 22                 | nicht qualifiziert | nicht qualifiziert |
| Sinead Denny     | 400 m     | 54,20 s     | 20      | nicht qualifiziert | nicht qualifiziert | nicht qualifiziert | nicht qualifiziert |
| Phil Healy       | 400 m     | 54,60 s     | 26      | nicht qualifiziert | nicht qualifiziert | nicht qualifiziert | nicht qualifiziert |
| Kerry O’Flaherty | 1500 m    | 4:23,82 min | 18      | –––                | –––                | nicht qualifiziert | nicht qualifiziert |
| Ciara Mageean    | 1500 m    | 4:12,81 min | 8       | –––                | –––                | DNF                | –                  |

### Männer

#### Laufdisziplinen
| Athlet       | Disziplin   | Vorlauf                      | Vorlauf                      | Halbfinale         | Halbfinale         | Finale             | Finale             |
| Athlet       | Disziplin   | Zeit                         | Platz                        | Zeit               | Platz              | Zeit               | Platz              |
| ------------ | ----------- | ---------------------------- | ---------------------------- | ------------------ | ------------------ | ------------------ | ------------------ |
| Brian Gregan | 400 m       | 47,62 s                      | 14                           | 48,08 s            | 12                 | nicht qualifiziert | nicht qualifiziert |
| Zak Curran   | 800 m       | 1:50,87 min                  | 18                           | nicht qualifiziert | nicht qualifiziert | nicht qualifiziert | nicht qualifiziert |
| John Travers | 1500 m      | 3:59,72 min                  | 22                           | –––                | –––                | 3:53,11 min        | 11                 |
| Tomas Cotter | 3000 m      | DQ (Bahnübertretung R163.3b) | DQ (Bahnübertretung R163.3b) | –––                | –––                | nicht qualifiziert | nicht qualifiziert |
| Ben Reynolds | 60 m Hürden | 7,81 s                       | 17                           | –––                | –––                | nicht qualifiziert | nicht qualifiziert |